# Traktörsocietet
Traktörsocietet var en yrkessammanslutning för  traktörer grundad under 1600-talet.
Traktörer var innehavare av värdshus eller gårkök, som inte ansågs hålla samma standard som vinkällare drivna av vinskänkar. Vinskänkarna var sammanslutna i  Vinskänkarsocieteten. För att ta tillvara sina intressen bildade därför traktörerna en egen sammanslutning Traktörsocieteten. Societetens uppgift var att med sina skrårättigheter värna näringen. Det första reglementet utfärdades av Kungl. Maj:t den 23 november 1770, därefter antogs fler. 1788 bestämdes att antalet traktörer i Stockholm skulle vara 50. Till Traktörssocieteten anslutna traktörer hade rätt att sälja brännvin och andra destillerade spirituösa drycker samt servera mat.
En av de första kända medlemmarna i Traktörsocieteten var mästertraktör Anders Månsson Holm som blev gårkock 1692 och öppnade ”Mäster Anders” på Kungsholmen i Stockholm. Det gamla kvartersnamnet Traktören går troligen tillbaka på honom. Traktören var ett tidigare namn för dagens kvarter Härolden och Drabanten och användes fortfarande på 1860-talet. Namnet Mäster Anders lever sedan 1905 vidare i en restaurang i hörnet Pipersgatan 1 / Hantverkargatan 16.
I december 1846 avskaffades skråväsendet i Sverige och societeten upplöstes. En av de första att återuppta titeln ”traktör” var Tore Wretman. Han blev även den förste att utnämnas till ”Hovtraktör” av Gustav VI Adolf 1963. Traktörernas intressen tillvaratas numera av Traktörklubben som instiftades 1943.